# Myrmica breviceps
Myrmica breviceps är en myrart som beskrevs av Smith 1878. Myrmica breviceps ingår i släktet rödmyror, och familjen myror. Inga underarter finns listade i Catalogue of Life.